# Чива (Вайоцдзорская область)
Чи́ва (арм. Չիվա) — село в Армении в Вайоцдзорской области.
Село расположено на левом берегу реки Елпин, притока Арпы. Через село проходит участок Арарат—Ехегнадзор трассы Ереван—Горис. В 1 км к юго-западу от села проходит государственная граница республики Армения с Азербайджаном. Ближайшие сёла Ринд, Арени, Елпин и Гешим.

## Население
Иван Шопен отмечал, что согласно сведениям из "Камерального описания", составленного в 1829-1831 годах, в селе Чувя Даралагезского магала Нахичеванской провинции проживало 52 человек, из которых 29 - мусульмане ("мюгаммедане"), 16 - армяне, проживавшие в селе до 1828 года (в источнике называются "коренными армянами"), и 7 - армяне, переселившиеся из Османской империи после заключения Адрианопольского договора (1829) сторонами Русско-турецкой войны (1828—1829).
По данным «Сборника сведений о Кавказе» за 1880 год в селе Чива Шарур-Даралагезского уезда по сведениям 1873 года было 44 двора и проживало 294 человека, в основном азербайджанцев (указаны как «татары»), которые были шиитами.
По данным Кавказских календарей за 1908, 1912, 1915 годы, население села по сведениям 1905 г. составляло 562 человека, в основном азербайджанцев ("татар").